# Aeroportul Kitadaito
Aeroportul Kitadaito (IATA: KTD, ICAO: RORK) este un aeroport din Kitadaitō⁠(d), Shimajiri District⁠(d), Prefectura Okinawa, Japonia. Aeroportul a fost tranzitat în 2023 de 26.758 de pasageri. A fost numit după Kitadaitō Island⁠(d).
Situat la o altitudine de 22 m, aeroportul dispune de o singură pistă. Este operat de Prefectura Okinawa.